# Estación de Les Aubrais-Orleans
La estación de Les Aubrais-Orleans, también llamada estación de Fleury-les-Aubrais, es una estación ferroviaria francesa situada en la comuna de Fleury-les-Aubrais, en el departamento de Loiret, en la región de Centro. Es una de las dos estaciones de tren que posee la ciudad de Orleans. Por ella circulan tanto trenes de alta velocidad, como de larga distancia, media distancia y regionales.

## Historia
Fue inaugurada el 28 de septiembre de 1843 con la puesta en marcha de la línea París-Orleans que luego se convertiría en la clásica línea París-Burdeos. En un primer momento, fue gestionada por la Compagnie du chemin de fer de Paris à Orléans hasta que en 1938 las seis grandes compañías privadas que operaban la red se fusionaron en la empresa estatal SNCF. Inicialmente los trenes ómnibus en dirección a Orleans-centro no se detenían en ella, sí lo hacían los trenes exprés ya que evitaban así pasar por la estación céntrica que obligaba a los convoyes a retomar la marcha retrocediendo sobre sus pasos dada su configuración como estación terminal. 
En 1961 se construyó el actual edificio de viajeros.
Desde 1997 la gestión de las vías corresponde a la RFF mientras que la SNCF gestiona la estación.

## Situación ferroviaria
Está situada en el punto kilométrico 118,928 de la línea París-Burdeos. Además, forma parte del trazado de las siguientes líneas:
- Les Aubrais-Orleans - Montauban-Ville-Bourbon. Eje norte-sur que forma parte de la radial París-Toulouse.
- Les Aubrais-Orleans - Orleans. Corta línea de apenas 1,6 kilómetros que enlaza las dos estaciones de la ciudad de Orleans, salvando la situación de fin de línea en la que se encuentra la céntrica estación de Orleans.
- Les Aubrais-Orleans - Malhesherbes. Línea menor que une Orleans con el sur de París. Ha sido parcialmente cerrada y los tramos operativos se dedican únicamente al tráfico de mercancías.
- Les Aubrais-Orleans - Montargis. Línea menor, oeste-este, está casi totalmente abandonada. En algunos tramos se han retirado incluso las vías. Sólo una porción mínima se emplea para el tráfico de mercancías.

## Descripción
La estación, que en su diseño actual data de la década los 60 muestra un aspecto sobrio y funcional.  Dispone de 3 andenes centrales y de 9 vías. Los cambios de andén se realizan por un paso subterráneo. 

## Servicios ferroviarios

### Alta Velocidad
Los TGV de la SNCF realizan el siguiente trayecto:
- Línea Lille ↔ Brive-la-Gaillarde.

### Larga Distancia
Gracias a los trenes Elipsos, Téoz y Lunéa se cubren tanto trayectos nacionales como internacionales.
- Línea París ↔ Madrid. Trenes Elipsos nocturnos.
- Línea París ↔ Barcelona. Trenes Elipsos nocturnos.
- Línea París ↔ Toulouse. Trenes Téoz y Lunéa.
- Línea París ↔ Irún / Tarbes. Trenes Lunéa nocturnos.
- Línea París ↔ Portbou / Latour-de-Carol. Trenes Lunéa nocturnos.
- Línea París ↔ Albi. Trenes Lunéa nocturnos.

### Media Distancia
Los intercités y Aqualys, enlazan las siguientes ciudades:
- Línea París ↔ Montluçon vía Bourges
- Línea París ↔ Royan
- Línea París ↔ Tours vía Blois

### Regionales
Los trenes regionales TER circulan por las líneas:
- Línea París ↔ Orleans.
- Línea Orleans ↔ Limoges.
- Línea Orleans ↔ Argenton-sur-Creuse vía Vierzon y Châteauroux.
- Línea Les Aubrais-Orleans ↔ Orleans.